# Třída Commandant Rivière
Třída Commandant Rivière byla třída fregat francouzského námořnictva určených k protiponorkovým operacím v době války a ke službě v zámoří v době míru. Francouzi je tradičně označují jako avíza. Třída se skládala z celkem 9 jednotek. Vyřazeny byly v 90. letech 20. století. Tři jednotky poté zakoupila Uruguay. Čtyři další fregaty této třídy byly postaveny pro portugalské námořnictvo jako třída João Belo.

## Stavba
Stavba této třídy byla objednána roku 1955. Ve třech skupinách bylo objednáno celkem devět jednotek. Stavba fregat probíhala od roku 1957, přičemž do služby plavidla vstupovala v letech 1962–1965.
Jednotky třídy Commandant Rivière:
| Jméno                             | Spuštěna          | Vstup do služby   | Osud |
| --------------------------------- | ----------------- | ----------------- | --- |
| Victor Schoelcher (F725)          | 11. října 1958    | 15. října 1962    | Vyřazen 1988, dne 19. prosince 1988 převeden uruguayskému námořnictvu jako General Artigas (ROU 02), vyřazena 27. dubna 2005. |
| Commandant Bory (F726)            | 11. října 1958    | 5. března 1964    | Vyřazen 1996. |
| Admiral Charner (F727)            | 12. března 1960   | 14. prosince 1962 | Vyřazen 1990, dne 28. ledna 1991 převeden uruguayskému námořnictvu jako Montevideo (ROU 03), vyřazena 18. prosince 2009.      |
| Doudart de Lagrée (F728)          | 15. dubna 1961    | 1. května 1963    | Vyřazen 1991. |
| Balny (F729)                      | 17. března 1962   | 1. února 1970     | Vyřazen 1994. |
| Commandant Rivière (F733)         | 11. října 1958    | 4. prosince 1962  | Vyřazen 1992. |
| Commandant Bourdais (F740)        | 15. dubna 1961    | 10. března 1963   | Vyřazen 1990, dne 20. srpna 1990 převeden uruguayskému námořnictvu jako Uruguay (ROU 01), vyřazena 27. března 2008.           |
| Protet (F748)                     | 7. prosince 1962  | 1. května 1964    | Vyřazen 1992. |
| Enseigne de Vaisseau Henry (F749) | 14. prosince 1963 | 1. ledna 1965     | Vyřazen 1996. |

## Konstrukce

Nákres fregaty třídy Commandant Rivière po dokončení

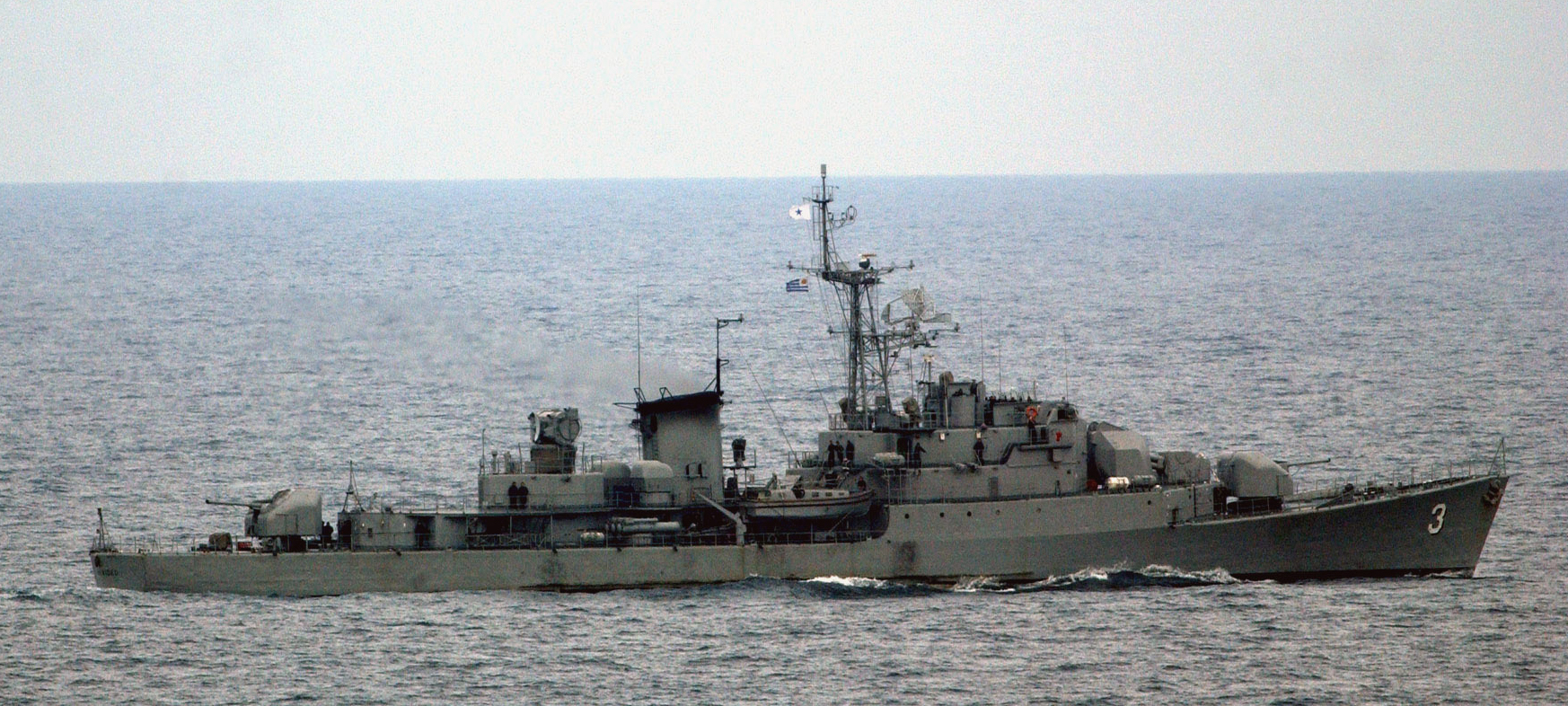
Uruguayská fregata Montevideo (FF 3)

Plavidla byla vybavena pro ubytování 80členného výsadku, který se na břeh přepravoval pomocí dvou devítimetrových vyloďovacích člunů. Hlavňovou výzbroj tvořily tři 100mm kanóny Creusot-Loire (délka hlavně 55 ráží) v jednodělových věžích, z nichž jedna se nacházela na přídi a dvě na zádi. Mezi přední dělovou věží a můstkem pak byl umístěn automaticky nabíjený 305mm protiponorkový raketomet. Protiponorkovou výzbroj dále tvořily dva trojhlavňové 550mm torpédomety. Lehkou výzbroj tvořily dva 30mm kanóny. Pohonný systém tvořily čtyři diesely SEMT-Pielstick. Nejvyšší rychlost dosahovala 26 uzlů.

### Modernizace
Během služby byla druhá dělová věž demontována a na jejím místě byly instalovány čtyři vypouštěcí kontejnery protilodních střel MM.38 Exocet.

## Zahraniční uživatelé

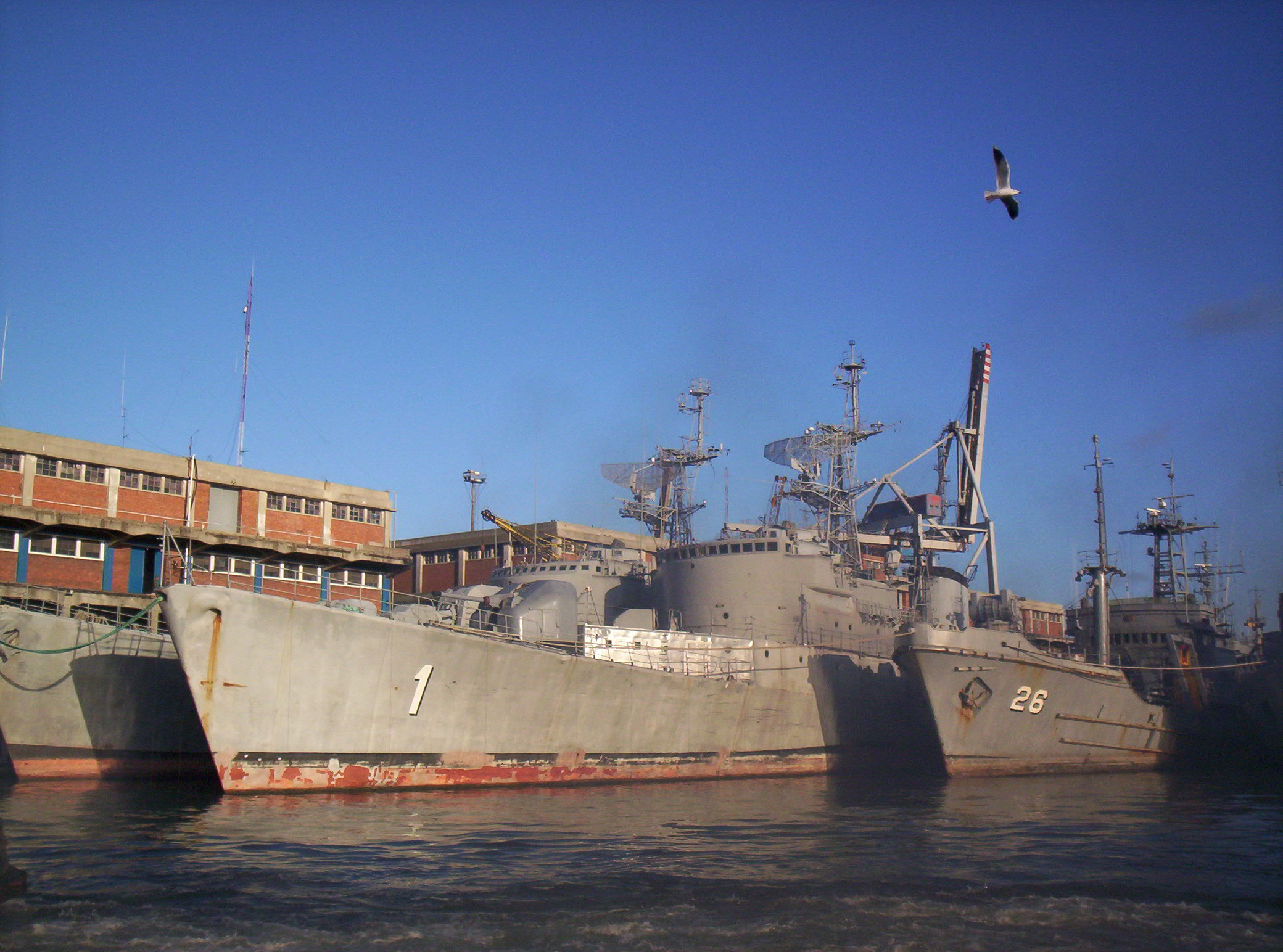
Vyřazená uruguayská fregata Uruguay

Uruguay zakoupila roku 1988 tři fregaty této třídy. Zařadila je do služby jako General Artigas (ex- Victor Schoelcher), Montevideo (ex- Admiral Charner) a Uruguay (ex – Commandant Bourdais). Plavidla si ponechala střely Exocet (dočasně byly demontovány pouze z první jednotky), naopak demontovány byly vrhače klamných cílů Dagaie. Roku 2004 je ve službě nahradily dvě ex-portugalské fregaty třídy João Belo.